# Prawda o nas
Prawda o nas – pierwszy singel Sylwii Grzeszczak zapowiadający piąty album, który ma się ukazać jesienią 2021.
W marcu 2022 nagranie uzyskało status platynowej płyty.

## Lista utworów
- Digital download

1. „Prawda o nas” – 3:16

## Teledysk
9 kwietnia 2021 odbyła się premiera teledysku, w którym wystąpiła Bogna, córka Sylwii Grzeszczak i Libera.

## Listy przebojów

### Pozycje na listach AirPlay
| Kraj   | Lista (2021)      | Najwyższa pozycja |
| ------ | ----------------- | ----------------- |
| Polska | AirPlay – Top     | 10                |
| Polska | AirPlay – Nowości | 2                 |

### Pozycje na radiowych listach przebojów
| Kraj   | Lista (2021)                | Najwyższa pozycja |
| ------ | --------------------------- | ----------------- |
| Polska | Radio Szczecin (SLiP)       | 4                 |
| Polska | Eska (Gorąca 20)            | 16                |
| Polska | RMF (Poplista)              | 1                 |
| Polska | WiR (Top 15)                | 3                 |
| Polska | Zet (Lista przebojów)       | 1                 |
| Polska | RMF Maxxx (Lista przebojów) | 2                 |